# Бромизовал
Бромизовал — лекарственное средство, оказывает успокаивающее и умеренное снотворное действие.

## Фармакологическое действие
Снотворное средство, оказывает седативное действие. Угнетает центральную нервную систему. Усиливает процессы торможения и способствует их концентрации. Хорошо переносится.

## Показания
Бессонница, возбуждение; у детей — хорея, коклюш. При коклюше иногда вместе с кодеином.

## Противопоказания
Гиперчувствительность, острая порфирия; печеночная, почечная, дыхательная недостаточность.

### C осторожностью
При болевом синдроме.

## Режим дозирования
Внутрь, в качестве седативного лекарственного средства — по 0.3-0.6 г 1-2 раза в день; в качестве снотворного — по 0.6-0.75 г за 30 мин до сна. Детям при бессоннице, хорее, коклюше — по 0.03-0.1-0.25 г. Высшие дозы для взрослых: разовая — 1 г, суточная — 2 г.

## Побочные эффекты
Угнетение центральной нервной системы, раздражительность, дизартрия, аллергические реакции.

## Особые указания
При длительном применении возможно развитие толерантности к препарату.

## Взаимодействие
Амидопирин усиливает эффект.

## Комбинированные лекарственные средства, содержащие бромизовал
Бромизовал является составной частью комбинированных противосудорожных препаратов глюферал, паглюферал; входит в состав смеси Серейского (см. Фенобарбитал).

## Физические свойства
Белый кристаллический порошок горьковатого вкуса, со слабым запахом. Очень мало растворим в воде (1:450), растворим в спирте (1:17) и эфире.